# Paleae
Als Paleae, eingedeutscht Paleen, Einzahl Palea (lateinisch palea „Spreu“) werden spezialisierte Borsten (Chaetae) am Deckel (Operculum) von Röhrenwürmern, insbesondere Sandkorallen (Sabellariidae) bezeichnet. Die Borsten sind zu Kämmen oder Fächern zusammengefasst und dadurch geeignet, Nahrungspartikel aus Detritus oder Plankton (insbesondere Phytoplankton) aus dem Wasser zu filtrieren. Die meist auf festem, felsigem Substrat lebenden Sandkorallen, zu denen auch der in der Nordsee heimische Pümpwurm und der Trichterwurm gehören, sammeln mit den Paleae auch Sandpartikel ein, die durch die Meeresströmung beziehungsweise die Gezeiten aufgewirbelt werden, um aus diesen unter Zuhilfenahme des Schleims (Kittsubstanz) ihrer Zementdrüsen die Wohnröhren zu bauen. Darüber hinaus bilden die Paleae auch das Operculum, mit dem die Wohnröhre verschlossen wird.